# Jacob Bronowski
Jacob Bronowski (Łódź, 18 de janeiro de 1908 — East Hampton, 22 de agosto de 1974) foi um matemático e historiador polonês-britânico.

## Carreira
A família de Bronowski mudou-se para a Alemanha e depois para a Inglaterra quando ele era criança. Na Inglaterra, ele ganhou uma bolsa para estudar matemática na Universidade de Cambridge. Seus interesses foram descritos como variando "amplamente, da biologia à poesia e do xadrez ao humanismo". Ele ensinou matemática na University College Hull entre 1934 e 1942. Durante a Segunda Guerra Mundial, ele liderou o campo de pesquisa operacional e trabalhou para aumentar a eficácia do bombardeio aliado. Depois da guerra, ele chefiou a divisão de projetos da UNESCO. Bronowski escreveu poesia e teve uma grande afinidade com William Blake. De 1950 a 1963 ele trabalhou para o National Coal Board na Inglaterra. De 1963 ele foi um bolsista residente do Salk Institute for Biological Studies em San Diego, até sua morte em 1974 em East Hampton, Nova York, apenas um ano após a exibição de seu Ascent of Man.
Ele é mais conhecido para o desenvolvimento de uma abordagem humanística para a ciência, e como o apresentador e escritor dos treze-parte de 1973 BBC TV documentais série, e livro acompanha, The Ascent of Man.

## Livros
- The Poet's Defence (1939)

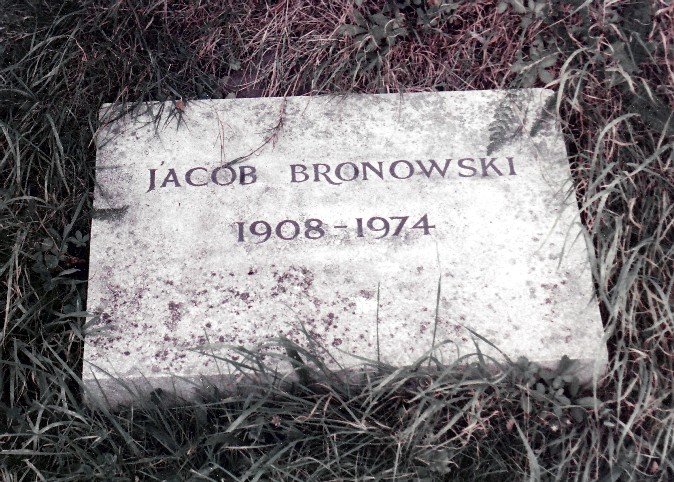
O túmulo de Jacob Bronowski no cemitério de Highgate, em Londres.

- William Blake: A Man Without a Mask (1943)
- The Common Sense of Science (1951)
- The Face of Violence (1954)
- Science and Human Values. Nova York: Julian Messner, Inc. 1965 [1956]
- William Blake: The Penguin Poets Series (1958)
- The Western Intellectual Tradition, From Leonardo to Hegel (1960) – com Bruce Mazlish
- Biography of an Atom (1963) – com Millicent Selsam
- Insight (1964)
- The Identity of Man. Garden City: The Natural History Press. 1965
- Nature and Knowledge: The Philosophy of Contemporary Science (1969)
- Atomic Fusion, ilustrado por Bartley Powell. Publicado por Newman Neame Take Home Books Ltd.
- William Blake and the Age of Revolution (1972)
- The Ascent of Man (1974)
- A Sense of the Future (1977)
- Magic, Science & Civilisation (1978)
- The Origins of Knowledge and Imagination (1978)
- The Visionary Eye: Essays in the Arts, Literature and Science (1979) – editado por Piero Ariotti e Rita Bronowski.